# Ірх-Сірми-Кішки
Ірх-Сірми́-Кі́шки (рос. Ирх-Сирмы-Кошки, чув. Ирх Çырми) — присілок у складі Маріїнсько-Посадського району Чувашії, Росія. Входить до складу Першочурашевського сільського поселення.
Населення — 90 осіб (2010; 85 у 2002).
Національний склад:
- чуваші — 100 %